# Scambus sudeticus
Scambus sudeticus är en stekelart som först beskrevs av Glowacki 1967.  Scambus sudeticus ingår i släktet Scambus och familjen brokparasitsteklar. Inga underarter finns listade i Catalogue of Life.